# Bytharahosahalli, Turuvekere
Bytharahosahalli là một làng thuộc tehsil Turuvekere, huyện Tumkur, bang Karnataka, Ấn Độ.